# Tichá
Tichá (en allemand : Tichau) est une commune du district de Nový Jičín, dans la région de Moravie-Silésie, en République tchèque. Sa population s'élevait à 1 854 habitants en 2021.

## Géographie
Tichá se trouve à 3 km au nord-nord-est de Frenštát pod Radhoštěm, à 16 km à l'est-sud-est de Nový Jičín, à 29 km au sud d'Ostrava et à 278 km à l'est-sud-est de Prague.
La commune est limitée par Kopřivnice au nord, par Kozlovice et Kunčice pod Ondřejníkem à l'est, par Frenštát pod Radhoštěm au sud, et par Lichnov à l'ouest.

## Histoire
La première mention écrite de la localité date de 1359.

## Patrimoine

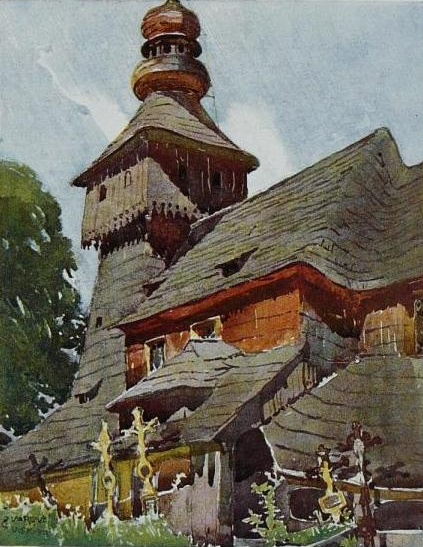
Église Saint-Nicolas.
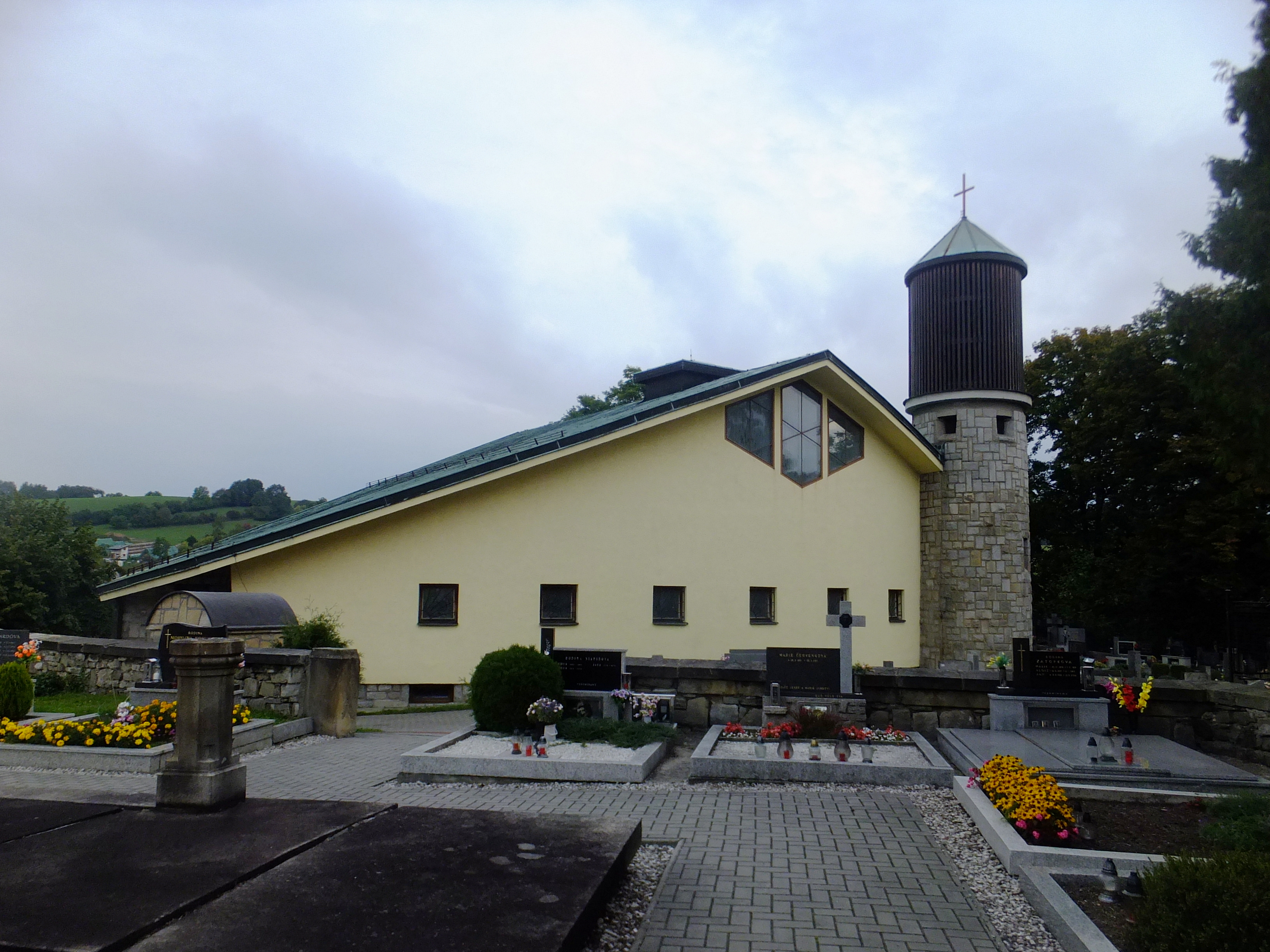
Nouvelle église Saint-Nicolas.

## Transports
Par la route, Tichá se trouve à 3 km de Frenštát pod Radhoštěm, à 23 km de Nový Jičín, à 38 km d'Ostrava et à 356 km de Prague.